# 京浜電気鉄道の付随貨車
京浜電気鉄道の付随貨車では京浜電気鉄道、および京浜電気鉄道と相互乗り入れを行ったのち1941年に京浜電気鉄道と合併した湘南電気鉄道が保有した付随貨車、ならびに京浜電気鉄道が1942年に東京急行電鉄へ戦時統合された間に導入され、1948年に京浜急行電鉄が独立したさい京急に引き継がれた付随貨車について述べる。

## 概要
1913年（大正2年）に京浜電気鉄道が製造した木造4輪無蓋車5両に始まり、1932年（昭和7年）製の湘南電気鉄道の4輪無蓋車2両、第二次世界大戦中に鉄道省から払い下げられた4輪無蓋車10両、戦後に製造された4輪無蓋車2両の合計19両が存在した。湘南電気鉄道の2両と戦時中に払い下げを受けた10両は大東急から分離独立した京浜急行電鉄に引き継がれ、一部は1970年代前半まで使用された。戦後まで使用された払い下げ車（京急ト80形）を除き、記録がほとんど残っていないため製造者、形態、改造履歴など不明な点が多い。大正から昭和初期に存在した木造4輪電動貨車、木造ボギー電動貨車については京浜電気鉄道の電動貨車を、京急分離独立以降製造のボギー貨車は各車両の記事を参照のこと。

## 京浜電気鉄道1 - 4・5号
京浜電気鉄道が1913年（大正2年）4月22日付子土甲第1501号で構造の認可を受けた、7トン積4輪無蓋貨車4両（1 - 4号）および4トン積4輪無蓋貨車1両（5号）で、同年5月7日付で竣功届を提出した。
1 - 4号の車両寸法は長さ（連結面間）5.79m(19ft)、幅2.12m(6ft11.6in)、高さ1.46m(4ft9.5in)、自重は3トンである。軸距は2.13m(7ft)、ブレーキは手ブレーキを装備する。製造所は5号も含めて不明である。
事業用として使用した後、1937年（昭和12年）11月24日付で廃車届が提出された。

## 湘南電気鉄道ト1形
湘南電気鉄道が建設工事用に鉄道省から払い下げを受けた木造4輪無蓋貨車4両の内、2両を建設工事後事業用に使用するため1,435mm軌間用に改造した8トン積木造4輪無蓋貨車である。改造工事は鉄道省大井工場に依頼された。
1930年（昭和5年）12月17日付で設計認可を受け、昭和7年2月26日付で竣功届を提出した。鉄道省時代の番号はツ4052、ツ4057で湘南電気鉄道ではト1、2とされた。その後、破損が甚だしいため1939年（昭和14年）4月30日付で廃止届を提出したが、完全に修理した後、同年9月14日付で再使用認可を得た。
東急合併により1942年ト5060形ト5061、5062、1948年（昭和23年）の京浜急行電鉄独立に伴う改番でト60形ト61、62となったが、老朽化のため1951年（昭和26年）4月17日付廃止届で廃車された。

## 東京急行電鉄ト5070形
戦時下の燃料不足により保線用貨物自動車がほとんど使用不可能になったため、1943年（昭和18年）1月に東京急行電鉄玉川線からト1形ト6 - 11を湘南線へ転属させト5071 - 5076とした10トン積木造4輪無蓋貨車である。この転属の代替として湘南線から玉川線へ電動貨車デワ5013をデワ3031に改造・改番の上転属させた。
京急独立によりト71 - ト76に改番ののち、老朽化により1951年（昭和26年）4月17日付廃止届で廃車された。

## 東京急行電鉄ト5080形

レール運搬車に改造後のト80形

戦局の悪化により1944年（昭和19年）6月から湘南線で貨物営業が開始されることになり、同年鉄道省からト20000形無蓋貨車10両が払い下げられ、ト5080形ト5081 - 5090となった。京急独立によりト80形ト81 - 90となり、1962年(昭和37年)にト91、92が東急車輛製造で製造された。1950年（昭和25年）にト81 ‐ 84が軌条運搬車に改造されたのち、1968年（昭和43年）、1969年（昭和44年）、1973年（昭和48年）、1978年（昭和53年）の4回にわたり廃車され、一部がチ60形、リ70形に改造されたことになっている。番号変遷と廃車時期は下表のとおり。
| 省番号  | 東急車号 | 京急車号 | 廃車年 | 備考               |
| ------- | -------- | -------- | ------ | ------------------ |
| ト20403 | ト5081   | ト81     | 1968年 | チ61に改造         |
| ト24403 | ト5082   | ト82     | 1968年 | チ62に改造         |
| ト21485 | ト5083   | ト83     | 1968年 |                    |
| ト22196 | ト5084   | ト84     | 1968年 |                    |
| ト23879 | ト5085   | ト85     | 1969年 | チ63に改造         |
| ト20759 | ト5086   | ト86     | 1969年 | チ64に改造         |
| ト23349 | ト5087   | ト87     | 1969年 |                    |
| ト22180 | ト5088   | ト88     | 1969年 |                    |
| ト22665 | ト5089   | ト89     | 1973年 | リ71に改造（名義） |
| ト20535 | ト5090   | ト90     | 1973年 | リ72に改造（名義） |
|         |          | ト91     | 1978年 | 1962年東急車輛製   |
|         |          | ト92     | 1978年 | 1962年東急車輛製   |